# Coppa d'Iran 2024-2025
La Coppa d'Iran 2024-2025, anche nota come Hazfi Cup 2024-2025, è stata la 38ª edizione della Coppa nazionale Iraniana. Il torneo è iniziato il 29 settembre 2024 e si è concluso il 29 maggio 2025. La squadra vincente ottiene automaticamente la qualificazione alla AFC Champions League Two 2025-2026. Il Sepahan era la squadra detentrice del trofeo, avendo vinto la sua quinta coppa nazionale nell'edizione 2023-2024.
La competizione è stata vinta dall'Esteghlal, alla sua ottava coppa nazionale.

## Squadre partecipanti
Al torneo prendono parte un totale di 78 squadre, provenienti dalle prime tre serie nazionali e dai campionati provinciali:
- Le 16 squadre della Pro League 2023-2024
- Le 18 squadre della Lega Azadegan 2023-2024
- Le 28 squadre della Seconda Divisione 2023-2024
- 16 squadre (su un totale di 34 eleggibili) dai campionati provinciali.

## Calendario
| Turno                | Sorteggio         | Date                 |
| -------------------- | ----------------- | -------------------- |
| Primo turno          | 18 settembre 2024 | 29-30 settembre 2024 |
| Secondo turno        | 18 settembre 2024 | 7-21 ottobre 2024    |
| Terzo turno          | 18 settembre 2024 | 3-4 novembre 2024    |
| Sedicesimi di finale | 6 novembre 2024   | 23-24 novembre 2024  |
| Ottavi di finale     | 23 dicembre 2024  | 12-14 febbraio 2025  |
| Quarti di finale     | 23 febbraio 2025  | 25-26 aprile 2025    |
| Semifinali           | 23 febbraio 2025  | 23-24 maggio 2025    |
| Finale               | 23 febbraio 2025  | 29 maggio 2025       |

## Partite

### Primo turno
| Squadra 1          | Risultato       | Squadra 2                |
| ------------------ | --------------- | ------------------------ |
| 29 settembre 2024  |                 |                          |
| Talayepooshan Arak | 3 – 0           | Palayesh Naft Isfahan    |
| Emad Sazeh Birjand | 4 – 3           | Shomal Zabol             |
| 30 settembre 2024  |                 |                          |
| Poshtivan Paveh    | 2 – 1           | Mashin Sazi Saeen-Ghal'e |
| Nakhl Bam          | 2 – 1           | Omid Neyshaboor          |
| Etehad Sefin Kish  | 0 – 0 (4-3 dtr) | Iranjavan                |

### Secondo turno
| Squadra 1                     | Risultato       | Squadra 2          |
| ----------------------------- | --------------- | ------------------ |
| 7 ottobre 2024                |                 |                    |
| Khooshe Tala Sana Mashhad     | 1 – 2           | Foolad Hormozgan   |
| Norouz Bukan                  | 1 – 5           | Shahin Tehran      |
| Kesht o Sanat Padyab          | 0 – 1           | YASA Tehran        |
| Fard Alborz                   | 2 – 0           | Nika Pars Chaloos  |
| KIA Tehran                    | 1 – 1 (4-5 dtr) | Shahid Ghandi Yazd |
| Shahrdari Bandar Abbas        | 5 – 1           | Poshtivan Paveh    |
| 8 ottobre 2024                |                 |                    |
| Setaregan Abipoosh Zeydoon    | 0 – 0 (4-1 dtr) | Navad Urmia        |
| PAS Hamedan                   | 4 – 0           | Parseh Sari        |
| Oghab                         | 10 – 0          | Oghab Bozorg Ilam  |
| 9 ottobre 2024                |                 |                    |
| Sorkhpooshan Shazand          | 1 – 1 (2-4 dtr) | Yaran Ebrahim Hadi |
| Shahin Bandar Ameri           | 7 – 0           | Emad Sazeh Birjand |
| Abipooshan Hamidieh Khuzestan | 3 – 2           | Ettehad Sefin Kish |
| Padna Meymand Fars            | 5 – 1           | Talayipooshan Arak |
| 21 ottobre 2024               |                 |                    |
| Shenavar Sazi                 | 5 – 0           | Nakhl Bam          |

### Terzo turno
| Squadra 1                  | Risultato       | Squadra 2                     |
| -------------------------- | --------------- | ----------------------------- |
| 3 novembre 2024            |                 |                               |
| Mes Sungun                 | 5 – 1           | Padna Meymand Fars            |
| Shahin                     | 3 – 0           | Shahin Bandar Ameri           |
| Shahrdari Astara           | 2 – 0           | Abipooshan Hamidieh Khuzestan |
| Damashian Rasht            | 1 – 1 (4-5 dtr) | Pars Jonoubi Jam              |
| 4 novembre 2024            |                 |                               |
| Palayesh Naft Bandar Abbas | 2 – 1           | Niroye Zamini                 |
| Shahid Ghandi Yazd         | 0 – 1           | Sanat Naft Abadan             |
| Paykan                     | 4 – 1           | Setaregan Abipoosh Zeydoon    |
| Naft Gachsaran             | 1 – 2           | Shahrdari Nowshahr            |
| YASA Tehran                | 1 – 0           | Naft Masjed Soleyman          |
| Yaran Ebrahim Hadi         | 0 – 1           | Shenavar Sazi                 |
| Saipa                      | 0 – 0 (3-4 dtr) | Fard Alborz                   |
| Mes Shahr-e Babak          | 2 – 1           | Ario Eslamshahr               |
| Mes Kerman                 | 3 – 0           | PAS Hamedan                   |
| Shahr Raz                  | 1 – 2           | Be'sat Kermanshah             |
| 5 novembre 2024            |                 |                               |
| Foolad Hormozgan           | 1 – 0           | Oghab                         |
| Fajr Sepasi                | 0 – 0 (4-5 dtr) | Shahrdari Bandar Abbas        |

### Sedicesimi di finale
| Squadra 1            | Risultato       | Squadra 2              |
| -------------------- | --------------- | ---------------------- |
| 21 novembre 2024     |                 |                        |
| Persepolis           | 3 – 0           | Mes Sungun             |
| 22 novembre 2024     |                 |                        |
| Tractor              | 1 – 2           | Gol Gohar              |
| Pars Jonoubi Jam     | 0 – 2           | Sepahan                |
| Shenavar Sazi        | 0 – 1           | Mes Rafsanjan          |
| Fard Alborz          | 0 – 1           | Kheybar Khorramabad    |
| 23 novembre 2024     |                 |                        |
| Shams Azar           | 2 – 1           | Shahin                 |
| Esteghlal Khuzestan  | 0 – 1           | Paykan                 |
| Sanat Naft Abadan    | 1 – 0           | Aluminium Arak         |
| 24 novembre 2024     |                 |                        |
| Zob Ahan             | 1 – 0           | Havadar                |
| Foolad               | 1 – 1 (4-3 dtr) | Foolad Hormozgan       |
| Nassaji Mazandaran   | 1 – 0           | Mes Shahr-e Babak      |
| Shahrdari Nowshahr   | 3 – 0           | Shahrdari Astara       |
| Be'sat Kermanshah    | 1 – 0           | Shahrdari Bandar Abbas |
| Palayesh Naft Bandar | 2 – 0           | YASA Tehran            |
| Chadormalu           | 2 – 2 (3-4 dtr) | Malavan                |
| 12 dicembre 2024     |                 |                        |
| Esteghlal            | 1 – 0           | Mes Kerman             |

### Ottavi di finale
| Squadra 1          | Risultato       | Squadra 2            |
| ------------------ | --------------- | -------------------- |
| 12 febbraio 2025   |                 |                      |
| Shahrdari Nowshahr | 1 – 0           | Palayesh Naft Bandar |
| Sepahan            | 3 – 2           | Persepolis           |
| 13 febbraio 2025   |                 |                      |
| Mes Rafsanjan      | 0 – 1           | Nassaji Mazandaran   |
| Paykan             | 3 – 2           | Foolad               |
| Shams Azar         | 1 – 2           | Esteghlal            |
| Sanat Naft Abadan  | 2 – 0           | Be'sat Kermanshah    |
| 14 febbraio 2025   |                 |                      |
| Gol Gohar          | 0 – 0 (4-2 dtr) | Kheybar Khorramabad  |
| Malavan            | 1 – 0           | Zob Ahan             |

### Quarti di finale
| Squadra 1          | Risultato       | Squadra 2          |
| ------------------ | --------------- | ------------------ |
| 25 aprile 2025     |                 |                    |
| Nassaji Mazandaran | 1 – 3           | Gol Gohar          |
| 26 aprile 2025     |                 |                    |
| Malavan            | 0 – 0 (4-2 dtr) | Sepahan            |
| Esteghlal          | 1 – 0           | Paykan             |
| Sanat Naft Abadan  | 1 – 0           | Shahrdari Nowshahr |

### Semifinale
| Squadra 1      | Risultato | Squadra 2         |
| -------------- | --------- | ----------------- |
| 23 maggio 2025 |           |                   |
| Gol Gohar      | 0 – 1     | Malavan           |
| 24 maggio 2025 |           |                   |
| Esteghlal      | 2 – 0     | Sanat Naft Abadan |

### Finale
| Arak 29 maggio 2025, ore 19:45                 | Esteghlal | 1 – 0 | Malavan | Imam Khomeini Stadium |
| \| \| \| \| \| Cheshmi 120’ \| Marcatori \| \| |           |       |         |                       |
|                                                |           |       |         |                       |
| Cheshmi 120’                                   | Marcatori |       |         |                       |